# لين باتريك
لين باتريك (بالإنجليزية: Lynn Patrick)‏ (و. 1912 – 1980 م) هو لاعب هوكي الجليد، من كندا، ولد في فكتوريا ، كولومبيا البريطانية، توفي في سانت لويس، ميزوري، عن عمر يناهز 68 عاماً بسبب نوبة قلبية.

## جوائز
حصل على جوائز منها:
- كأس ستانلي.

## روابط خارجية
- لين باتريك على موقع دوري الهوكي الوطني (الإنجليزية)
- لين باتريك على موقع EliteProspects.com (الإنجليزية)
- لين باتريك على موقع HockeyDB.com (الإنجليزية)
- لين باتريك على موقع Hockey-Reference.com (الإنجليزية)
- لين باتريك على موقع قاعة كولومبيا البريطانية للمشاهير الرياضية (الإنجليزية)